# Torshälla församling
Torshälla församling är en församling i Rekarne kontrakt i Strängnäs stift. Församlingen ligger i Eskilstuna kommun i Södermanlands län. Församlingen utgör ett eget pastorat.

## Administrativ historik
Församlingen har medeltida ursprung under namnet Torshälla stadsförsamling som 23 januari 1970 namnändrades till det nuvarande. Till församlingen införlivades 1952 från Torshälla landsförsamling samma område som från landskommunen införlivats i Torshälla stad.
Församlingen var till 1962 moderförsamling i pastoratet Torshälla stadsförsamling och Torshälla landsförsamling för att därefter utgöra ett eget pastorat.

## Organister
- 1688 Carl.
- 1688 Israel Hansson.[4]

## Kyrkor
- Torshälla kyrka som användes även av Torshälla landsförsamling